# Miecław
Miecław (appelé aussi Masław ou Mięsław, ?-1047) était l'échanson de Mieszko II, devenu par la suite un rebelle qui a voulu créer son propre état en Mazovie. 
Peu de choses sont connues sur le début de son existence. On sait juste qu’il a été l'échanson de Mieszko II, ensuite son gouverneur en Mazovie. 
En 1031, lorsque Bezprym s'empare du pouvoir, l'autorité du souverain polonais s'affaiblit considérablement en Mazovie. En 1034, après l'assassinat de Mieszko II, la Pologne connaît une période d'anarchie et une grande rébellion païenne, notamment en Mazovie. Miecław profite du chaos pour créer son propre état dans la région qu'il gouvernait sous Mieszko II. 
En 1039, Casimir Ier le Restaurateur, l'héritier légitime du trône polonais, soutenu par le Saint Empire, réussit à reprendre le pouvoir. Il s'allie avec Iaroslav le Sage, le grand prince de la Rus' de Kiev, ce qui lui permet de rassembler suffisamment de forces pour récupérer la province sécessionniste qui devait également faire face à de continuelles attaques de tribus païennes (Poméraniens, Prussiens, Sudoviens).
En 1047, Miecław est attaqué et vaincu par les armées de Casimir Ier le Restaurateur et de Iaroslav le Sage. Il a sans doute été tué au cours d'une bataille sur les rives de la Vistule.